# Баборов
Бабо̀ров или Бабо̀рув (на полски: Baborów; на немски: Bauerwitz; на чешки: Bavorov) е град в Южна Полша, Ополско войводство, Глубчишки окръг. Административен център е на градско-селската Баборовска община. Заема площ от 11,86 км2.

## Население
Според данни от полската Централна статистическа служба, към 1 януари 2014 г. населението на града възлиза на 3 005 души. Гъстотата е 253 души/км2.